# Simonetta Vespucci

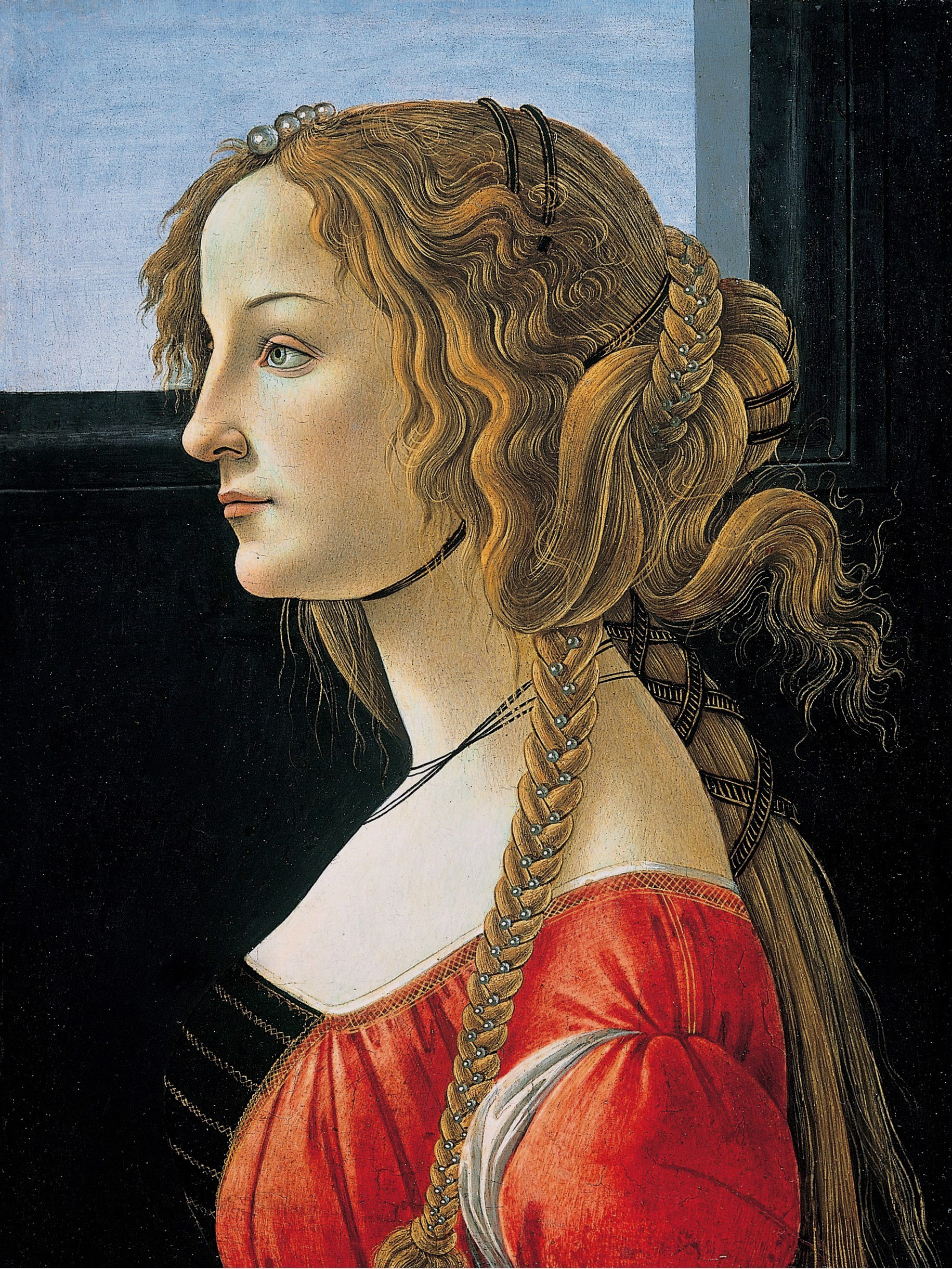
Porträt der Simonetta Vespucci (etwa 1476–1480)

Simonetta Cattaneo Vespucci (* vermutlich am 28. Januar 1453 in Porto Venere oder Genua; † 26. April 1476 in Florenz) galt als die schönste Frau von Florenz und inspirierte mehrere Künstler der italienischen Renaissance.

## Leben
Simonetta war die Tochter des genuesischen Adligen Gaspare Cattaneo Della Volta und dessen Frau Cattocchia Spinola. Im Alter von 16 Jahren wurde sie mit Marco Vespucci, einem Cousin des Seefahrers und Entdeckers Amerigo Vespucci, verheiratet, um die Allianz zwischen den beiden Handelsaristokratien zu festigen. Die Ehe war jedoch – vermutlich aufgrund homosexueller Neigungen des jungen Ehemanns – nicht glücklich. Sie ermöglichte Simonetta allerdings einen schnellen Zugang zu den Kreisen um die Familie der Medici.
Am 29. Januar 1475 fand in Florenz ein Turnier statt, bei dem Giuliano di Piero de’ Medici, der Bruder des berühmten Lorenzo il Magnifico, seinen Auftritt Simonetta, der „Königin der Schönheit“ (regina della bellezza), widmete. Sie erschien auf einer – nicht erhaltenen – Standarte aus Botticellis Werkstatt mit Helm, Lanze und Schild in der Pose der Pallas Athene neben Amor, der an einem Baum gefesselt war, die Pfeile zerbrochen; diese Szene sollte symbolisieren, dass die Schöne den Verlockungen des Werbenden widersteht und ihn zurückweist, wie es die Turnierregeln erfordern. Auch Poliziano beschreibt dieses Turnier in der Weise, dass die Auserwählte zur Minerva wird, und Botticellis Minerva-Darstellungen wiederum tragen ähnliche Züge der idealisierten schönen Frau, die mutmaßlich Simonetta Vespucci darstellt.
Es ist nicht klar, ob es im Anschluss an das Turnier bei der platonischen Verehrung blieb oder Simonetta zur Geliebten Giulianos wurde. Indizien wie die Medici-Kamee, die Botticellis „Weibliches Idealbildnis“ (Städel) um den Hals trägt, sind immer wiedergefunden worden. Andererseits ist davon auszugehen, dass eine Verbindung zwischen einem Medici-Regenten und einer verheirateten Frau einen stadtbekannten Skandal hätte auslösen müssen; ein solcher aber ist in den Quellen nicht überliefert.
Simonetta starb in der Nacht vom 26. zum 27. April 1476 im Alter von 23 Jahren an Tuberkulose und wurde in der Familienkapelle der Vespucci in der Kirche Ognissanti in Florenz beigesetzt. Giuliano wurde auf den Tag genau zwei Jahre nach ihrem Tod im Zuge der „Pazzi-Verschwörung“ im Florentiner Dom Santa Maria del Fiore erstochen.

## Vespucci in der Malerei
Piero di Cosimo stellte sie als Kleopatra bzw. Proserpina mit blondem langem Haar dar. Sandro Botticelli soll sie – gemäß früheren ikonographischen Erläuterungen der Kunstgeschichte – in seinem Werk Die Geburt der Venus sowie in zahlreichen anderen allegorischen Madonnen- und Porträtdarstellungen verewigt haben. Der Kunsthistoriker Ernst Gombrich verwarf diese Theorie. Durch neue vergleichende Gegenüberstellungen in einer Botticelli-Retrospektive im Frankfurter Städel Museum 2009/10 ist sie jedoch erneut ins Blickfeld gerückt.
Gemälde Botticellis, für die Simonetta Vespucci als Modell gedient haben kann:

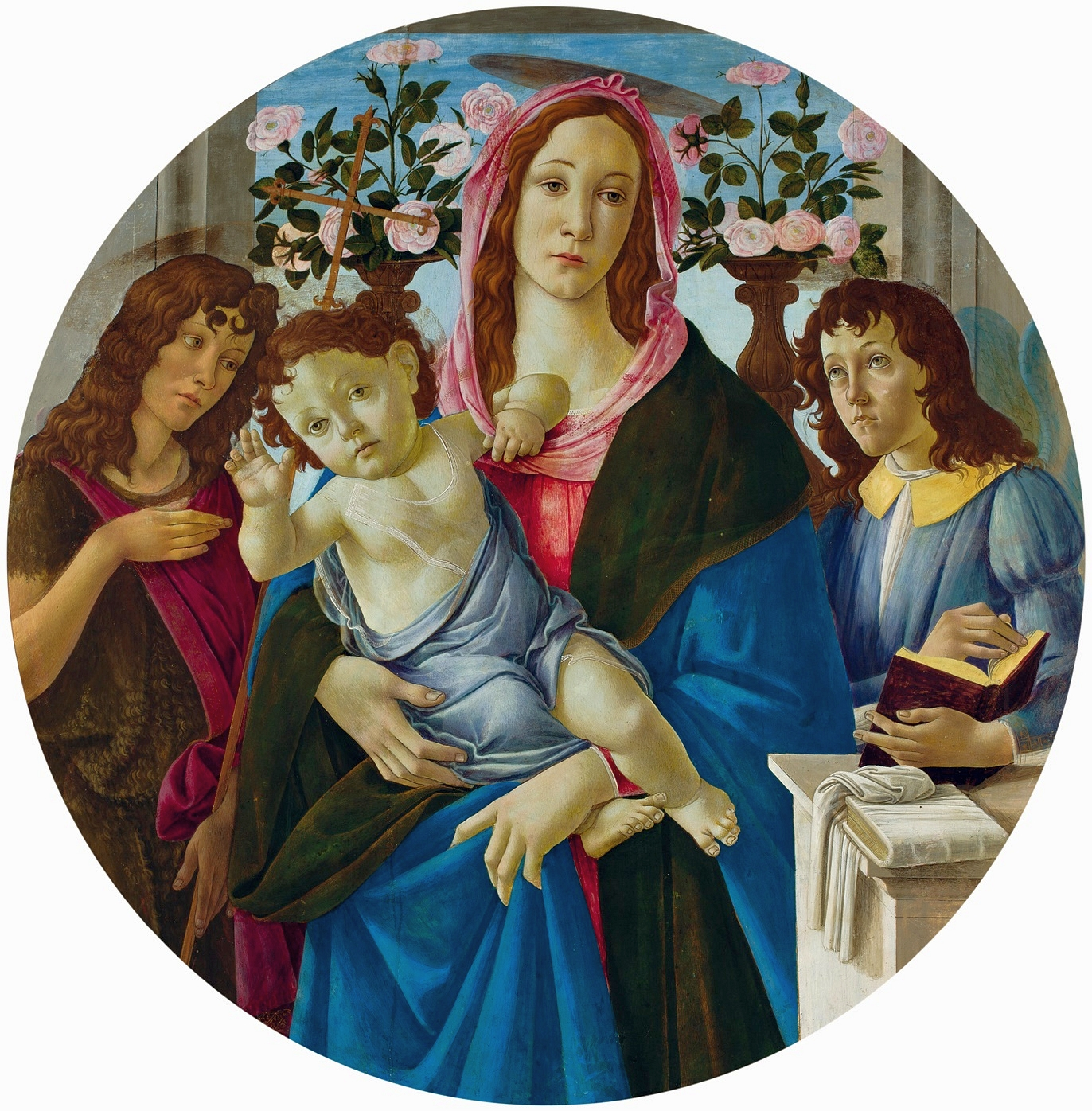
Madonna mit Kind (1470)
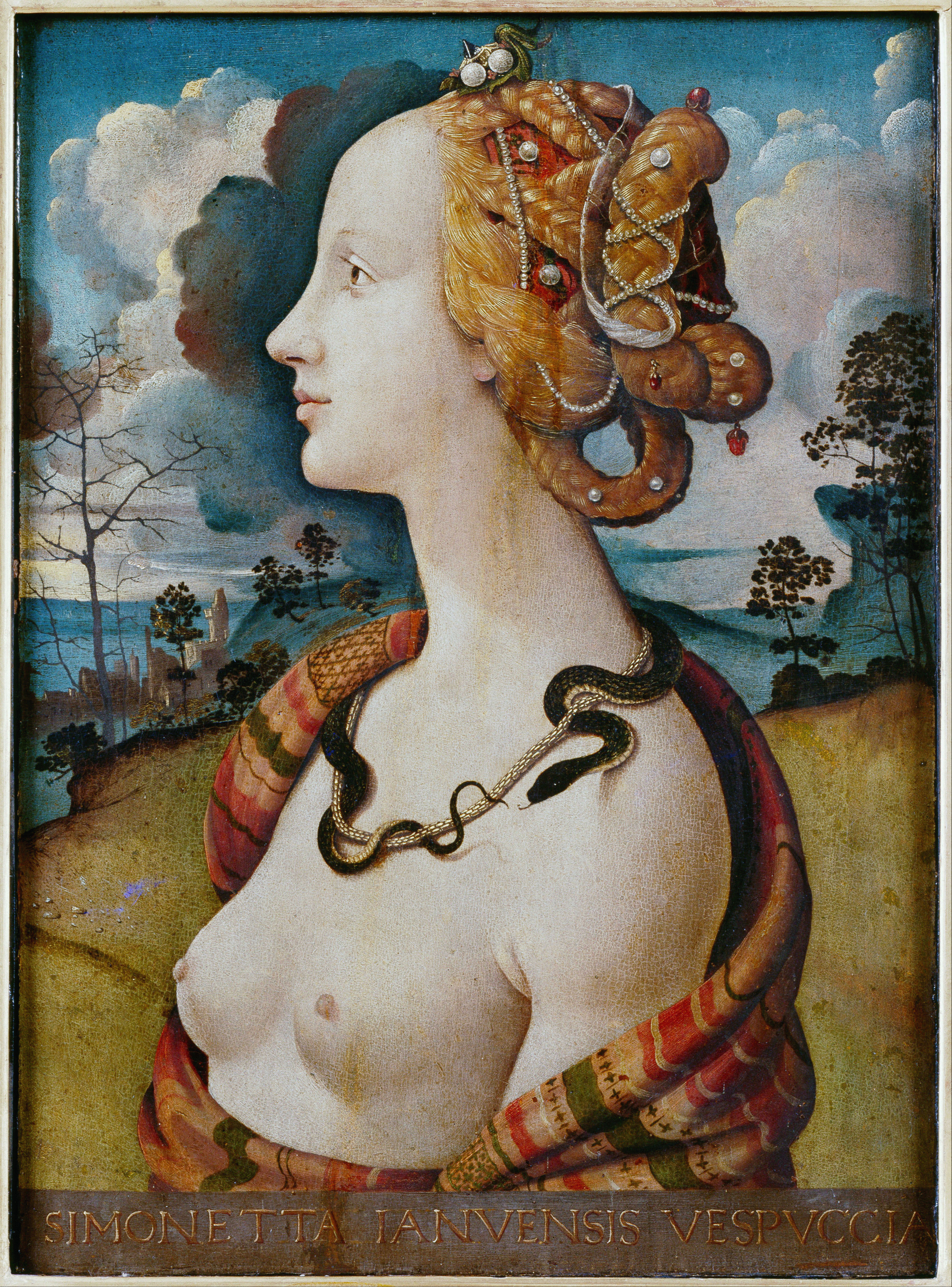
Darstellung möglicherweise als Proserpina (Piero di Cosimo, 1490)
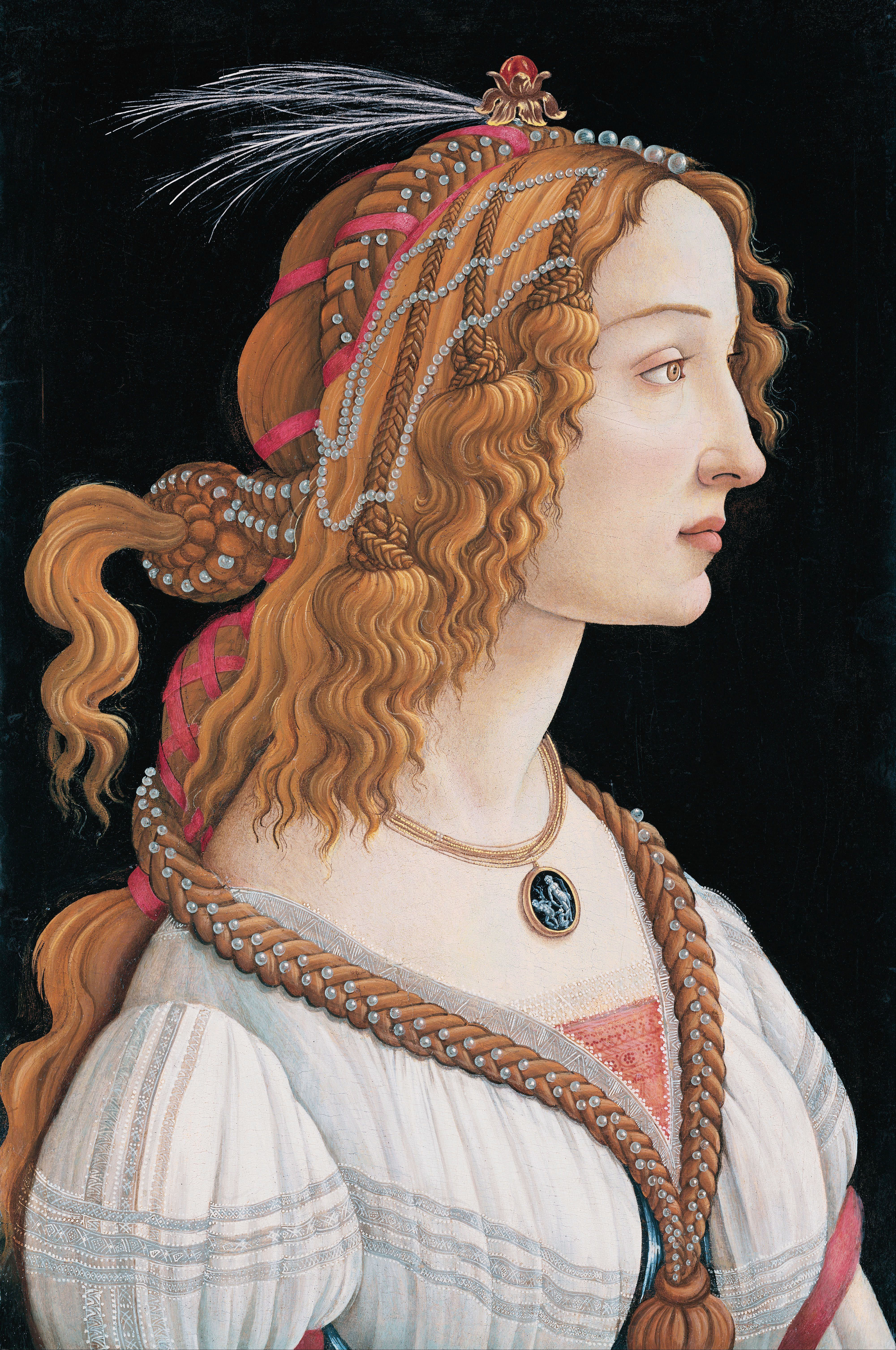
Idealisiertes Porträt einer jungen Frau, auch „Porträt der Simonetta Vespucci als Nymphe“ (1480)
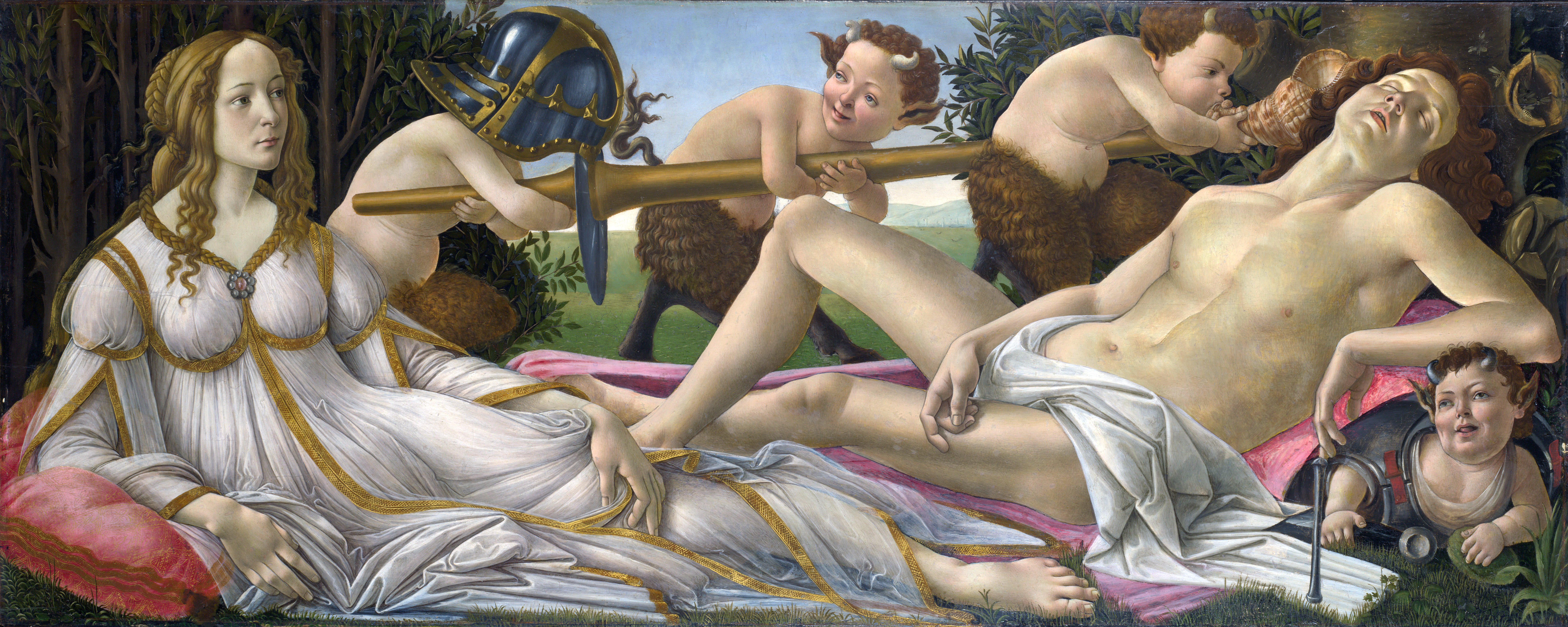
Venus und Mars (um 1483)
Die Geburt der Venus (1484–1486)

## Weitere Rezeption
Im Tafelservice berühmter Frauen von Vanessa Bell und Duncan Grant von 1934 ist ihr ein Teller gewidmet.